# Medal Narodów Wschodnich
Medal Narodów Wschodnich, właśc. Odznaka Waleczności i Zasługi dla Narodów Wschodnich (niem. Ostvolkmedaille, właśc. Tapferkeits- und Verdienstauszeichnung für Angehörige der Ostvölker, ros. Медаль для восточных народов) – niemieckie odznaczenie przeznaczone dla przedstawicieli narodów ZSRR współpracujących z Niemcami podczas II wojny światowej.

## Historia
Po ataku wojsk niemieckich na ZSRR 22 czerwca 1941 r., kilkaset tysięcy jeńców wojennych i cywili z różnych narodów zamieszkujących Związek Radziecki podjęło kolaborację z Niemcami. Wielu z nich służyło w wojskowych formacjach zbrojnych w ramach armii niemieckiej. Początkowo Niemcy odznaczali ich swoimi odznaczeniami wojskowymi lub przyznawali im nagrody niemające oficjalnego statusu. Jednakże dyrektywą Oberkommando der Wehrmacht z lutego 1942 r. taka praktyka została zakazana. W tej sytuacji 14 lipca tego roku został ustanowiony Medal Narodów Wschodnich. Prawo nadawania go przysługiwało Ministrowi ds. Okupowanych Terytoriów Wschodnich i Generałowi-Inspektorowi Wschodnich Wojsk. Medal mogli otrzymywać żołnierze kolaboracyjnych „wschodnich” formacji policyjnych i wojskowych, cywilni członkowie niemieckiej administracji okupacyjnej, a także ochotnicy różnego rodzaju służący w niemieckiej armii. Od maja 1943 r. medalem mogli być odznaczani także niemieccy żołnierze, służący we „wschodnich” formacjach zbrojnych.
Medalem Narodów Wschodnich I klasy z mieczami był odznaczony m.in. gen. Wiktor Malcew, Medalem II klasy z mieczami Ukrainiec gen. Iwan Omelianowycz-Pawlenko, a także gen. Andriej Własow, gen. Iwan Błagowieszczenski, płk Siergiej Buniaczenko, czy kpt. pil. Siemion Byczkow.

## Opis odznaki
Na medalu znajdował się wizerunek 8-ramiennej gwiazdy z roślinnym ornamentem w środku. Medal miał dwie klasy: II klasa była „złota”, „srebrna” i „brązowa”, zaś I klasa tylko „złota” i „srebrna” (wszystkie odznaki wykonane były z blachy cynkowej z następnym kolorowaniem). Za odwagę był przyznawany medal z 2 skrzyżowanymi mieczami, za zasługi – bez mieczy. Do medalu był też dołączany dyplom w języku niemieckim i rosyjskim.
| Baretki Medalu Narodów Wschodnich | Baretki Medalu Narodów Wschodnich | Baretki Medalu Narodów Wschodnich | Baretki Medalu Narodów Wschodnich | Baretki Medalu Narodów Wschodnich | Baretki Medalu Narodów Wschodnich | Baretki Medalu Narodów Wschodnich |
|                                   | Złoty I klasy                     | Srebrny I klasy                   | Złoty II klasy                    | Srebrny II klasy                  | Brązowy II klasy                  |                                   |
| --------------------------------- | --------------------------------- | --------------------------------- | --------------------------------- | --------------------------------- | --------------------------------- | --------------------------------- |
| bez mieczy                        |                                   |                                   |                                   |                                   |                                   |                                   |
| z mieczami                        |                                   |                                   |                                   |                                   |                                   |                                   |